# Priamel

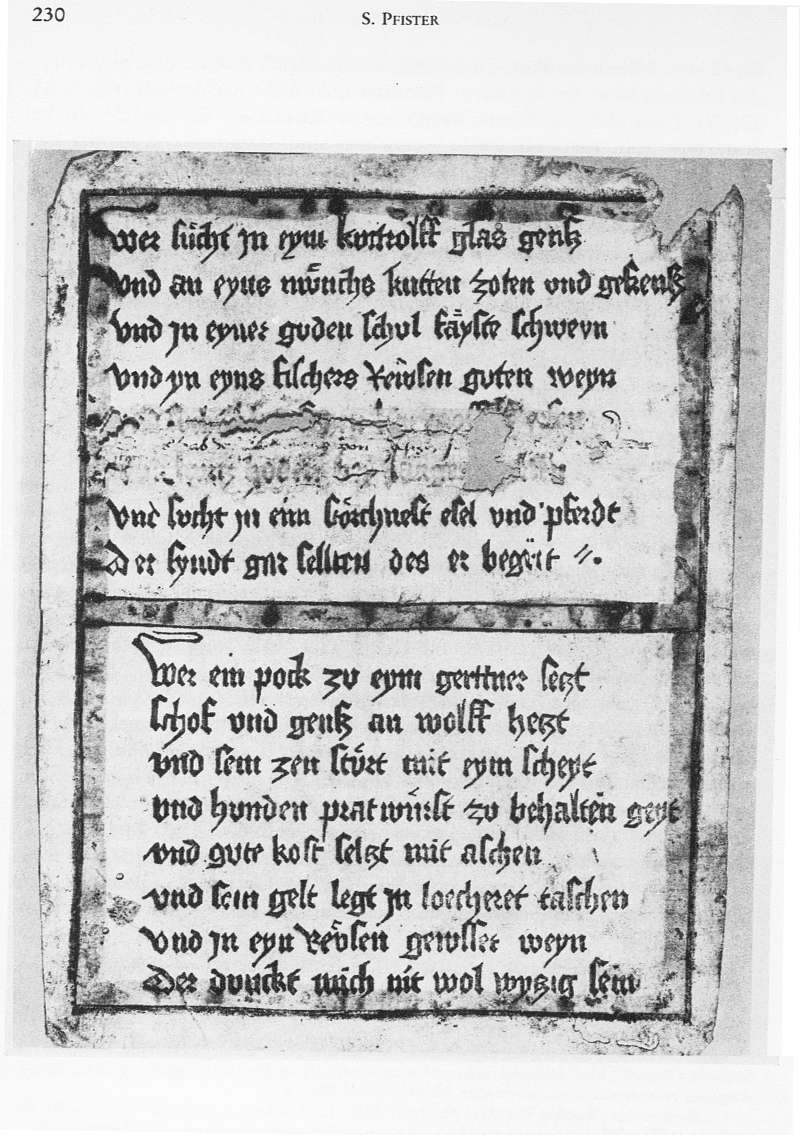
Druck mit zwei Priameln, 15. Jahrhundert

Priamel bezeichnet eine Form der Spruchdichtung deutschsprachiger Provenienz, hergeleitet aus dem lateinischen Wort praeambulum, dt.: (umständliche) Vorrede, vgl. Präambel.
Das Gedicht ist kurz und liefert (in der Regel in Paarreimen) Anhäufungen, die im Schlussvers zu einer Pointe geführt werden. Damit ähnelt das Priamel dem Epigramm und der Gnome, allerdings in einer volkstümlichen Form und nicht selten in satirischer Absicht. Beispiel:
Berliner Kind

Spandauer Rind

Charlottenburger Pferd

sind alle drei nichts wert.
Als Form der Stegreifkunst ist das Priamel im Spätmittelalter in Vorformen überliefert und diente seit dem 15. Jahrhundert zum Beispiel als Einlage in Fastnachtsspielen. Zusammengetragen wurde diese Dichtung in mehreren Handschriften (Donaueschingen, Wolfenbüttel) überliefert und lebte zum Teil in Inschriften bis ins 17. Jahrhundert fort, erfuhr dann aber keine weitere Tradition. Als Priameldichter gelten neben anderen die Nürnberger Hans Rosenplüt und Hans Folz.
Zum gleichnamigen musikalischen Vorspiel siehe Präludium.